# Stadtmuseum Jena

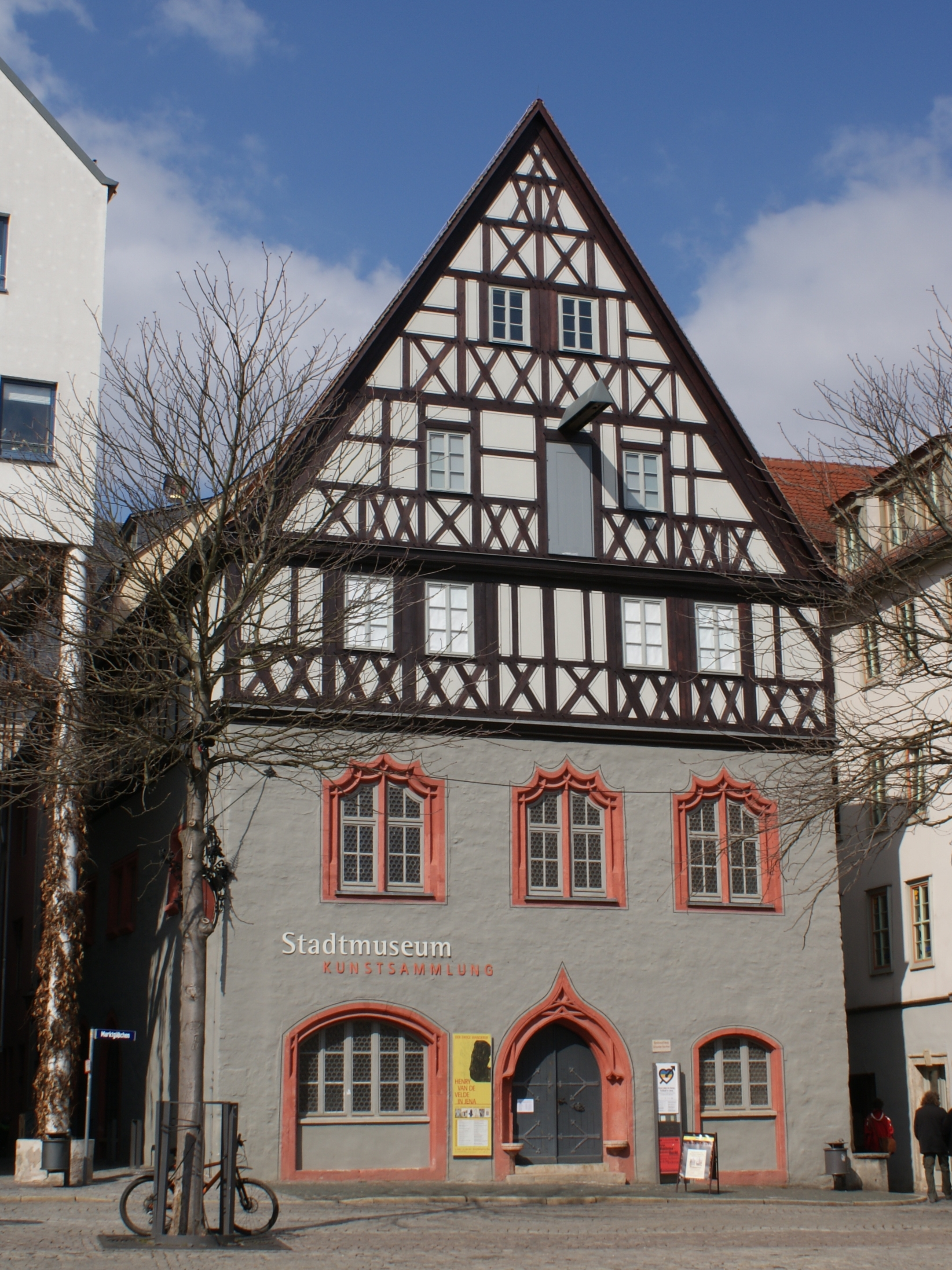
Die Göhre in Jena

Das Stadtmuseum Jena befindet sich in der Göhre an der nördlichen Seite des historischen Jenaer Marktplatzes.

## Geschichte des Gebäudes
Die Grundmauern der Göhre stammen aus dem 13. Jahrhundert. Das Gebäude wurde 1893 von Paul Göhre (1870–1954) erworben, der der heutige Namensgeber des Gebäudes ist. Die Marktmühle in der Saalstraße ließ Göhre 1907 durch ein stattliches neugotisches Haus mit Durchgang zum Markt ersetzen und betrieb in den zusammenhängenden Gebäuden einen Weinhandel und ein Weinrestaurant, das bis mindestens 1917 existierte. Neben den Weinkellern am Griesbachgarten besaß er auch den Klosterhof.

## Geschichte des Museums

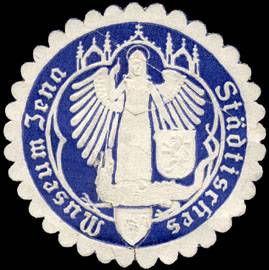
Siegelmarke Städtisches Museum Jena

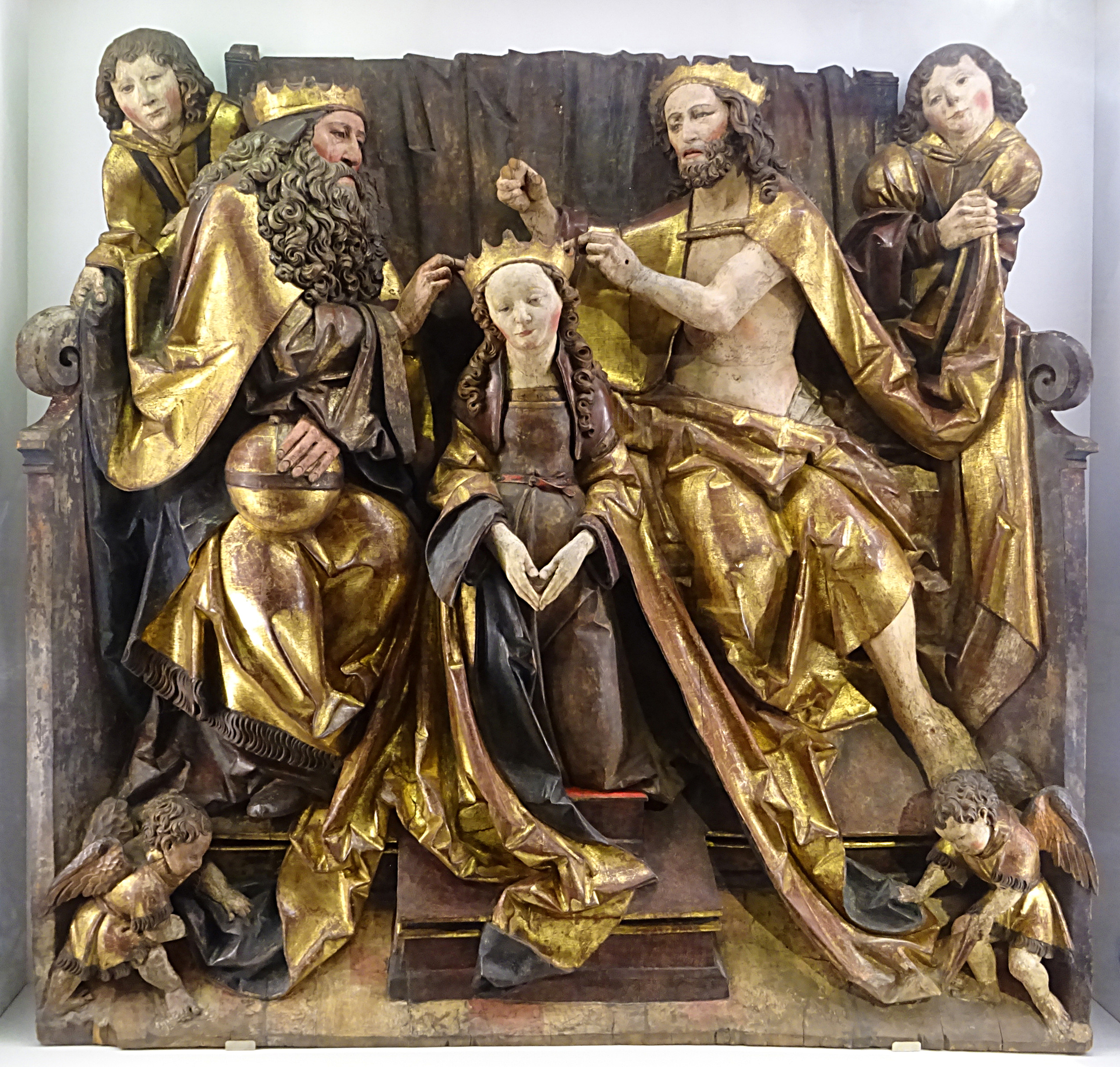
Marienkrönung (1520) des Meisters der Thammenhainer Madonna

Das Stadtmuseum selbst wurde 1901 auf Initiative des Kunsthistorikers Paul Weber gegründet, zwei Jahre später wurde die erste Ausstellung eröffnet. Das Gebäude in der Weigelstraße und auch große Teile der Exponate des Museums wurden durch die Luftangriffe auf Jena im Zweiten Weltkrieg zerstört. Nach dem Krieg folgten Jahrzehnte kurzfristiger Provisorien, in denen das Museum an verschiedenen Orten der Stadt angesiedelt wurde, bis es 1988 in die Göhre am Marktplatz einzog.
Heute führt ein Zeitstrahl im Treppenhaus des Museums durch die vier Ausstellungsebenen zur Geschichte der Stadt von der Ur- und Frühzeit über die Ersterwähnung um 830/850 bis 1850. Betrachtet werden kann unter anderem die „Jenaer Lutherausgabe“, die erfolgreicher war als diejenige aus Wittenberg, sowie die Jenaer „Wartburgfahne“ von 1816, auf der sich die deutschen Nationalfarben Schwarz-Rot-Gold das erste Mal vereint finden. Sonderausstellungen beleuchten Einzelaspekte wie die Geschichte Jenas als Buchstadt oder die Verwicklung in die Verbrechen des Zweiten Weltkriegs.
Das Museum verfügt weiterhin über umfangreiche Sammlungen zur Stadt- und Universitätsgeschichte, darunter Stadt- und Landschaftsansichten, Professorenbildnisse, Stammbuchblätter, Ansichten und Modelle Jenaer Gebäude, Exponate zur Schlacht von 1806 sowie eine Kunstsammlung vom Mittelalter bis zur Gegenwart. Für wissenschaftliche Zwecke hält das Haus eine Bibliothek bereit.
Das Treppenhaus des Museums öffnet sich zugleich zu einem neugotischen Erweiterungsbau, der „Neuen Göhre“, die die Ausstellungen der Kunstsammlung Jena beherbergt.

## Leiter
- Paul Weber, bis 1930
- Hanna Stirnemann, 1930–1935, erste Museumsdirektorin Deutschlands
- Werner Meinhof, 1936–1939
- Oskar Schmolitzky, bis 1958, inoffizieller Leiter
- Liselotte Honigmann-Zinserling, 1958–1961
- Christina Didier, 1961–1990
- Holger Nowak, 1990–2008
- Matias Mieth, 2008–2015
- Ulf Häder, 2015–2020
- Erik Stephan, 2020–2024 (interimsweise)
- Kristin Knebel, seit 1. Januar 2025

## Publikationsreihen
- Dokumentation der Städtischen Museen Jena (22 Bände bis Mai 2012)
- Bausteine zur Jenaer Stadtgeschichte.
- Schriften des Stadtmuseums.